# ملاقات با سنت نیکلاس (فیلم ۱۹۱۳)
«ملاقات با سنت نیکلاس» (روسی: Ночь пе́ред Рождество́м) فیلمی در ژانر فانتزی است که در سال ۱۹۱۳ منتشر شد.